# Zeravshan
Lo Zeravshan (in tagico Дарёи Зарафшон, Daryoyi Zarafşon; in usbeco Зеравшон, Zeravshon; in russo Зеравшан, Zeravshan, Zaravshan o Zarafshon; noto nel suo corso superiore come Матча, Matcha) è un fiume del Tagikistan e dell'Uzbekistan. Il nome del fiume è di origine persiana e significa «apportatore di oro».

## Descrizione
Nasce in Tagikistan a 2750 metri sul livello del mare dal ghiacciaio Zeravshan, nel punto in cui convergono le catene dei monti Zeravshan e Turkestan. È lungo 781 km ed ha un bacino idrografico di 4000 km²; secondo alcuni, invece, avrebbe una lunghezza di 877 km e un bacino di 17.700 km². Altri dati ancora indicano una lunghezza di 644 (Brockhaus, 1911) od 886 km (Meyers Konversations-Lexikon, 5ª edizione). Alla sorgente il fiume è noto con il nome di Mostchokh-Darya. Solo più a valle, dopo aver ricevuto l'apporto di numerosi affluenti, assume il nome di Zeravshan.
Per i primi 300 km il fiume scorre interamente in Tagikistan. In questo tratto scorre in direzione ovest incassato in una stretta vallata tra i monti Turkestan a nord, che lo sovrastano con ripide pendici, e Zeravshan a sud, fino a Panjakent; la valle inizia ad allargarsi passata Firman Tepa. Penetra allora in quella che viene chiamata valle dello Zeravshan, situata nella regione di Samarcanda, in Uzbekistan. Qui assume una direzione nord-ovest e ad est di Samarcanda, nella valle di Miankal, in prossimità del monte Tschoponaiy, il suo corso viene sbarrato da una diga per l'irrigazione; dalla diga il fiume fuoriesce in due canali distinti, l'Ak Darya («Fiume Bianco») e il Kara Darya («Fiume Nero»), che si riuniscono nel distretto di Khatyrchi (presso Yangirabad).
Complessivamente lo Zeravshan ha 70 affluenti. Alcuni di essi, tuttavia, non sempre riescono a raggiungerlo per la mancanza d'acqua. Lo Zeravshan è collegato all'Amu Darya attraverso un canale di irrigazione. Il fiume, comunque, disperde le sue acque nel deserto, a sud-ovest di Bukhara, in una palude salmastra chiamata Karaköl (Karagöl), ad appena 20 km di distanza dall'Amu Darya, senza però mai raggiungerlo.
Nel punto in cui lo Zeravshan lascia il Tagikistan per entrare in Uzbekistan il fiume ha una portata annua di 5,3 km³. Più a valle, la portata sale appena a 5,5 km³. Attualmente il Tagikistan utilizza solamente 0,3 km³ delle sue acque, una quantità pari a circa il 6-8% della portata. Tutta l'acqua rimanente viene sfruttata in Uzbekistan.
Lungo lo Zeravshan l'uomo ha costruito una serie di dighe che hanno portato alla formazioni di bacini artificiali, come quelle di Pervomai, Akdarin, Damkhodzhin, Narpai, Karmarin, Shafrikan, Kharkhur e Babkent, e numerosi canali di medie e grandi dimensioni per l'irrigazione e l'approvvigionamento idrico. Lungo il corso medio del fiume si trovano i bacini artificiali di Tudakul (tra i 17.500 e i 22.000 ettari), Kuyumazar (1600 ha) e Shurkul (1600 ha). Numerosi sono i bacini artificiali contenenti anche acque molto salate. I canali di drenaggio trasportano acqua in quattro specchi d'acqua, i laghi Dengizkul (25.000 ettari), Karakyr (12.000 ettari), Tuzgan (5700 ettari) e Shurgak (1600 ettari). Nelle regioni di Samarcanda e Navoiy l'acqua è necessaria per irrigare 530.000 ettari di terra, che viene utilizzata principalmente per coltivare prodotti agricoli che soddisfano le esigenze di una popolazione rurale in rapida crescita. Già nel 1900, 126 canali irrigavano una superficie di 7143 km² (secondo il Meyers Konversations-Lexikon).
La qualità delle acque del fiume è andata peggiorando a causa dell'apporto delle acque di ritorno delle irrigazioni e delle acque reflue di città come Samarcanda, Kattakurgan e Navoiy. Il contenuto di sale aumenta dagli 0,27 g/l alla sua sorgente fino ai 2,4 g/l in prossimità della foce. Il fiume diviene particolarmente inquinato a valle delle città di Kattakurgan e Navoiy.